# Brug 332
Brug 332 is een vaste brug in Amsterdam-Oost.
De brug is gelegen ten oosten van de Cruquiusspoorbrug (37S) over de Nieuwevaart. De brug die alleen toegankelijk is voor voetgangers (aan beide zijden alleen te betreden via trappen) zorgt voor de verbinding tussen het Zeeburgerpad en de Cruquiuskade. In de jaren tien wilde de gemeente Amsterdam een verbinding tussen de Indische buurt en het Nieuwe Entrepotdok. Daartoe werden bijna tegelijkertijd twee voetbruggen neergelegd. Eerst brug 328 over het Lozingskanaal naar het Zeeburgerpad en even later deze voetbrug.  In 1939 tot 1941 vonden ter plaatse van brug 332 werkzaamheden plaats ten behoeve van de Spoorwegwerken Oost. Er lagen toen twee voetbruggen en twee spoorbruggen. Er moesten daar toen nieuwe bruggen gebouwd worden in verband van het plaatsen van het spoor op een dijklichaam. De laag gelegen bruggen werden een voor een vervangen zodat ze hoger boven het water kwamen te liggen. De brug 328 bleef geheel los liggen, maar brug 332 werd als het ware geïntegreerd in de spoorbrug die vanaf 2017 Cruquiusspoorbrug heet. In 1957 werd het loopdek van de brug verhoogd, omdat er twee gaskokers geplaatst moesten worden.
De overspanning van de brug heeft het uiterlijk van een spoorbrug, zie bijvoorbeeld de brugpijler. De trapgangen (met gleuven voor fietsers) zijn geheel in baksteen en natuursteen uitgevoerd met daarop grove steenachtige platen.
In 1913 werd tevens aangelegd brug 334 aan de andere zijde van de spoorbrug; deze brug werd al snel weer afgebroken.

Beide voetbruggen voor de spoorbruggen (rond 1935)

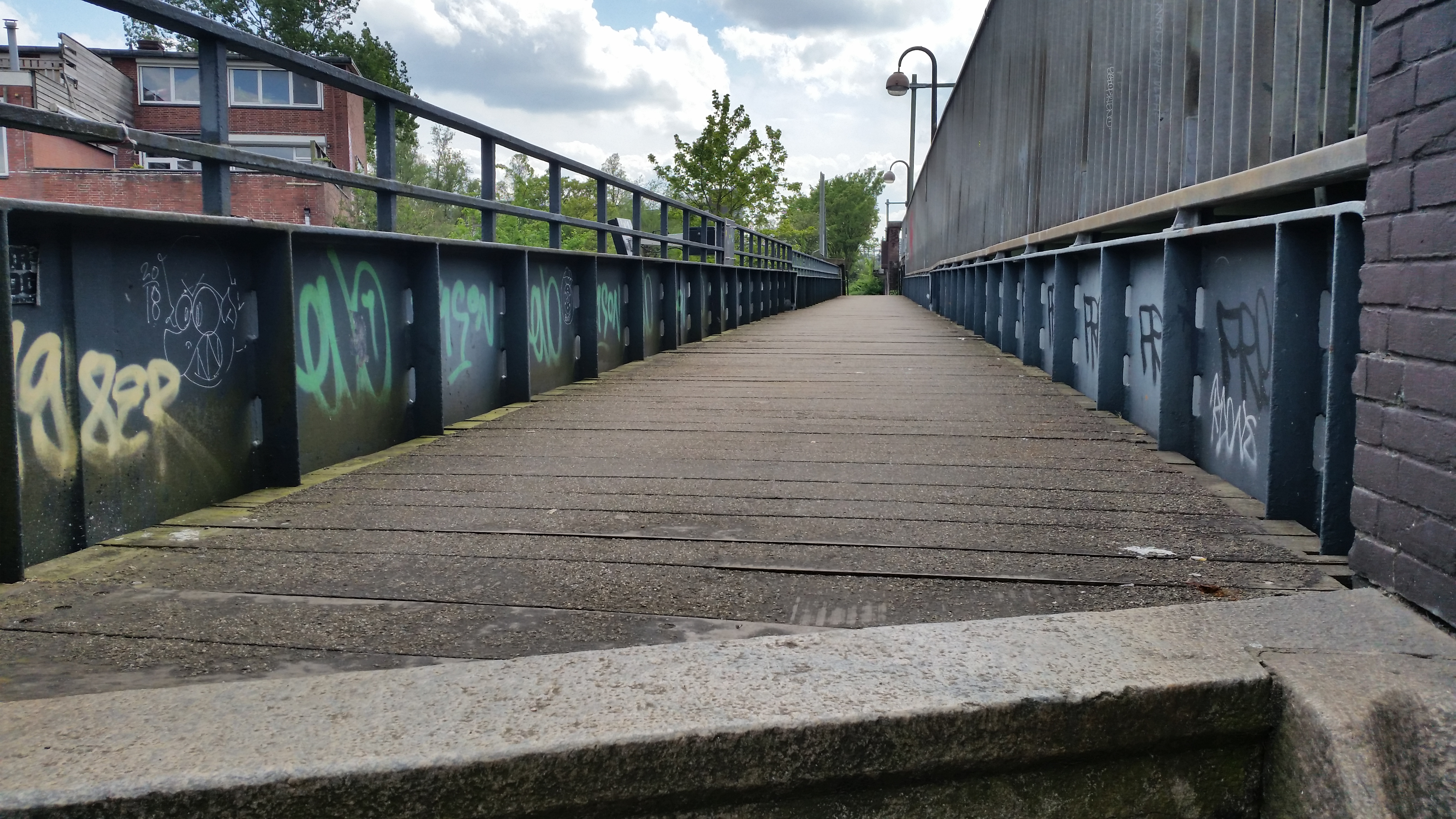
Uiterlijk spoorbrug (april 2020)

<<< · 300 · 301 · 302 · 303 · 304 · 305 · 306 · 307 · 308 · 309 · 310 · 311 · 312 · 313 · 314 · 315 · 316 · 317 · 318 · 320 · 321 · 322 · 323 · 324 · 325 · 327 · 328 · 330 · 331 · 332 · 333 · 334 · 335 · 336 · 337 · 338 · 339 · 340 · 341 · 342 · 343 · 344 · 345 · 346 · 347 · 348 · 349 · 350 · 351 · 352 · 353 · 354 · 355 · 356 · 357 · 358 · 359 · 360 · 361 · 362 · 363 · 364 · 365 · 366 · 367 · 368 · 371 · 372 · 373 · 374 · 375 · 376 · 377 · 378 · 379 · 380 · 381 · 382 · 383 · 385 · 386 · 387 · 388 · 389 · 390 · 391 · 392 · 393 · 394 · 395 · 396 · 397 · 398 · 399 · >>>
Brugnummers 319, 326, 329 (tijdelijke duiker in de Ringspoordijk), 369, 370, 384 zijn niet (meer) vergeven.